# Bogusława Szczerbińska
Bogusława Szczerbińska z domu Koszewska (ur. 16 grudnia 1964 w Piszu) – polska polityk, nauczycielka i historyczka, doktor nauk humanistycznych, w latach 2021–2023 drugi wicewojewoda podlaski.

## Życiorys
Ukończyła studia na Uniwersytecie Kazimierza Wielkiego w Bydgoszczy. Kształciła się podyplomowo w zakresie zarządzania oświatą, ewaluacji i pozyskiwania funduszy unijnych. W 2006 uzyskała na Uniwersytecie w Białymstoku doktorat nauk humanistycznych w dyscyplinie historii na podstawie napisanej pod kierunkiem Adama Dobrońskiego pracy pt. Ziemiaństwo w guberni łomżyńskiej na przełomie XIX i XX wieku. Zawodowo pracowała jako nauczycielka historii, a także jako mediatorka, ławniczka sądowa i ekspertka ds. awansu zawodowego nauczycieli. W latach 2000–2017 zajmowała stanowisko wicedyrektorki Gimnazjum nr 1 w Sokółce, następnie była zastępczynią dyrektora ds. administracyjnych w Muzeum Podlaskim w Białymstoku.
Kandydowała jako bezpartyjna do rady powiatu sokólskiego w 2014 z listy Polskiego Stronnictwa Ludowego i w 2018 z ramienia Porozumienia. 22 listopada 2021 z rekomendacji Partii Republikańskiej została powołana na stanowisko drugiego wicewojewody podlaskiego, odpowiedzialnego za sprawy geodezji i nieruchomości. W grudniu 2023 zakończyła pełnienie funkcji wicewojewody. W 2024 kandydowała na burmistrza Sokółki z ramienia lokalnego komitetu, zajmujac drugie miejsce. Wybrano ją natomiast do rady miejskiej.

## Odznaczenia
W 2000 odznaczona Brązowym Krzyżem Zasługi.